# Сахареж (станция)
Сахаре́ж — пассажирско-грузовая железнодорожная станция Ярославского региона Северной железной дороги, находящаяся в одноимённом пристанционном посёлке Ярославской области.
Дальнее следование по станции отсутствует.

## Описание
Станция является разъездом для пассажирских и грузовых поездов, а также пригородных электропоездов. На станции 3 пути, все электрифицированы.
На станции имеются две низких боковых платформы и касса для продажи билетов на пригородные поезда.

## Пригородное сообщение по станции
| № поезда             | Маршрут движения                   |
| -------------------- | ---------------------------------- |
| 6403/6404            | Кострома-Новая — Ярославль-Главный |
| 6405/6406            | Ярославль-Главный — Кострома-Новая |
| 6407/6408            | Нерехта — Ярославль-Главный        |
| 6409/6410            | Кострома-Новая — Ярославль-Главный |
| 6413/6414            | Ярославль (депо) — Кострома-Новая  |
| 6415/6416            | Ярославль-Главный — Нерехта        |
| 6417/6418            | Ярославль (депо) — Нерехта         |
| 6419/6420            | Нерехта — Ярославль-Главный        |
| 6421/6422            | Нерехта — Ярославль-Главный        |
| 6423/6424            | Ярославль-Главный — Нерехта        |
| 6427/6428 (экспресс) | Кострома-Новая — Ярославль-Главный |
| 6429/6430 (экспресс) | Ярославль-Главный — Кострома-Новая |
| 6431/6432 (экспресс) | Кострома-Новая — Ярославль-Главный |
| 6433/6434 (экспресс) | Ярославль-Главный — Кострома-Новая |